# Salix maerkangensis
Salix maerkangensis — вид квіткових рослин із родини вербових (Salicaceae).

## Морфологічна характеристика
Це кущ до 2.5 метра заввишки. Однорічні гілочки ± волосисті; молоді гілочки густо-коричневі або коричнево-сірі запушені. Листкова ніжка тонка, 1–2 мм, ворсинчаста; листкова пластинка еліптична чи довгаста, 8–15(36) × 4–6(18) мм, абаксіально (низ) зеленувата, ворсинчаста пучково лише біля основи, адаксіально темно-зелена, запушена по жилках, край цільний, верхівка округла чи тупа. Сережка 10–20 × ≈ 4 мм. Плодова сережка 3.5–7 мм. Коробочка ≈ 3 мм.

## Середовище проживання
Сичуань. Населяє гори; на висотах 2600–3000 метрів.